# Tupadly (Klatovy)
Tupadly jsou vesnice, část města Klatovy ve stejnojmenném okrese v Plzeňském kraji. Nachází se asi pět kilometrů západně od Klatov. Tupadly leží v katastrálním území Tupadly u Klatov o rozloze 3,3 km².

## Historie
První písemná zmínka o vesnici pochází z roku 1331.

## Obyvatelstvo
| Rok            | 1869 | 1880 | 1890 | 1900 | 1910 | 1921 | 1930 | 1950 | 1961 | 1970 | 1980 | 1991 | 2001 | 2011 | 2021 |
| -------------- | ---- | ---- | ---- | ---- | ---- | ---- | ---- | ---- | ---- | ---- | ---- | ---- | ---- | ---- | ---- |
| Počet obyvatel | 331  | 321  | 304  | 295  | 334  | 342  | 315  | 214  | 237  | 207  | 181  | 159  | 155  | 161  | 176  |
| Počet domů     | 55   | 57   | 57   | 57   | 55   | 55   | 58   | 60   | 55   | 53   | 42   | 59   | 59   | 63   | 65   |

## Obecní správa
Při sčítání lidu v letech 1850–1979 Tupadly byly samostatnou obcí v okrese Klatovy. Od 1. ledna 1980 jsou částí města Klatovy ve stejnojmenném okrese. V letech 1961–1979 k obci patřily Drslavice, Tajanov a Věckovice.

## Pamětihodnosti
V lese nad obcí se nachází přírodní památka Tupadelské skály.

## Další fotografie

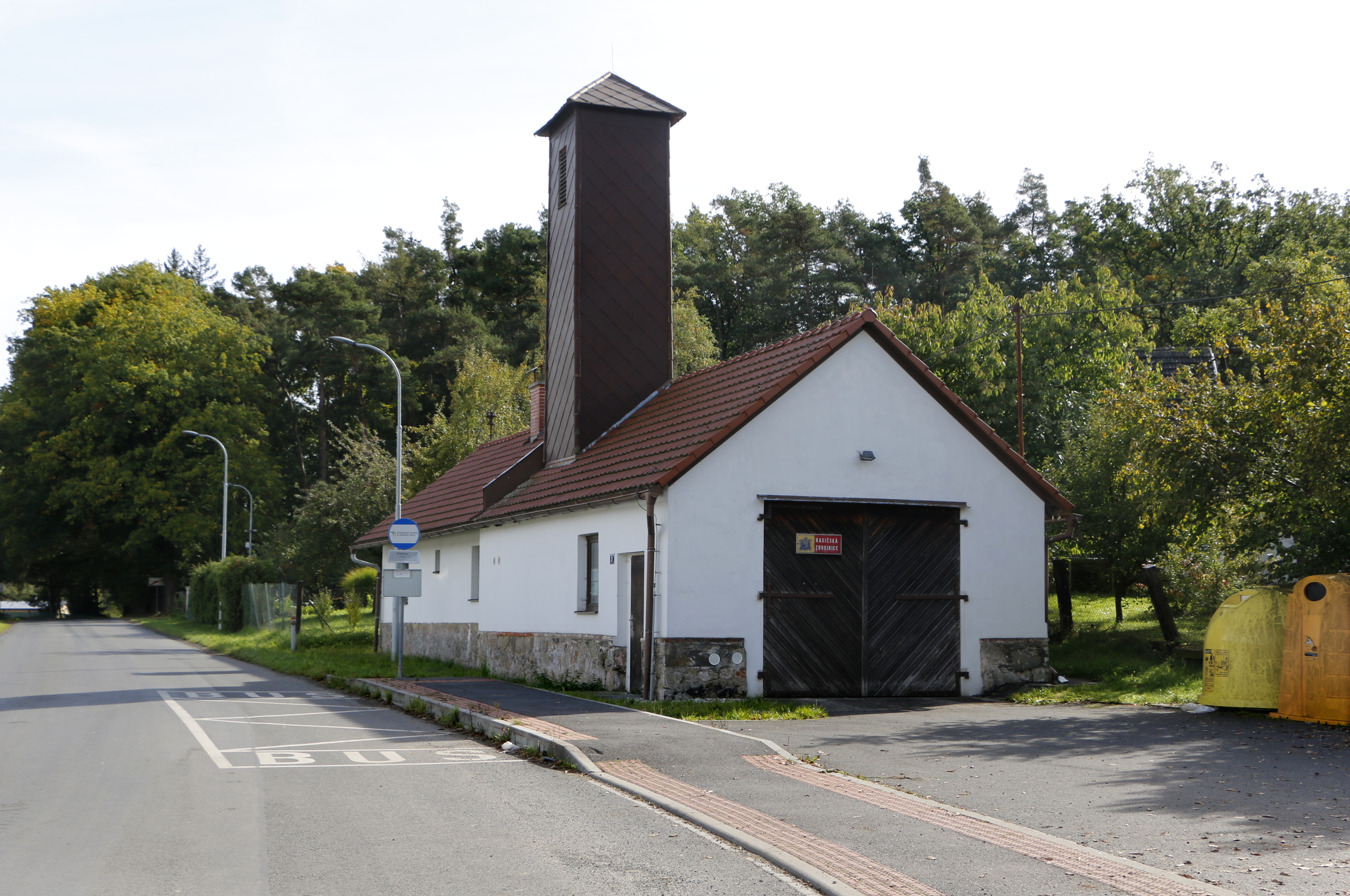
Bývalá hasičárna
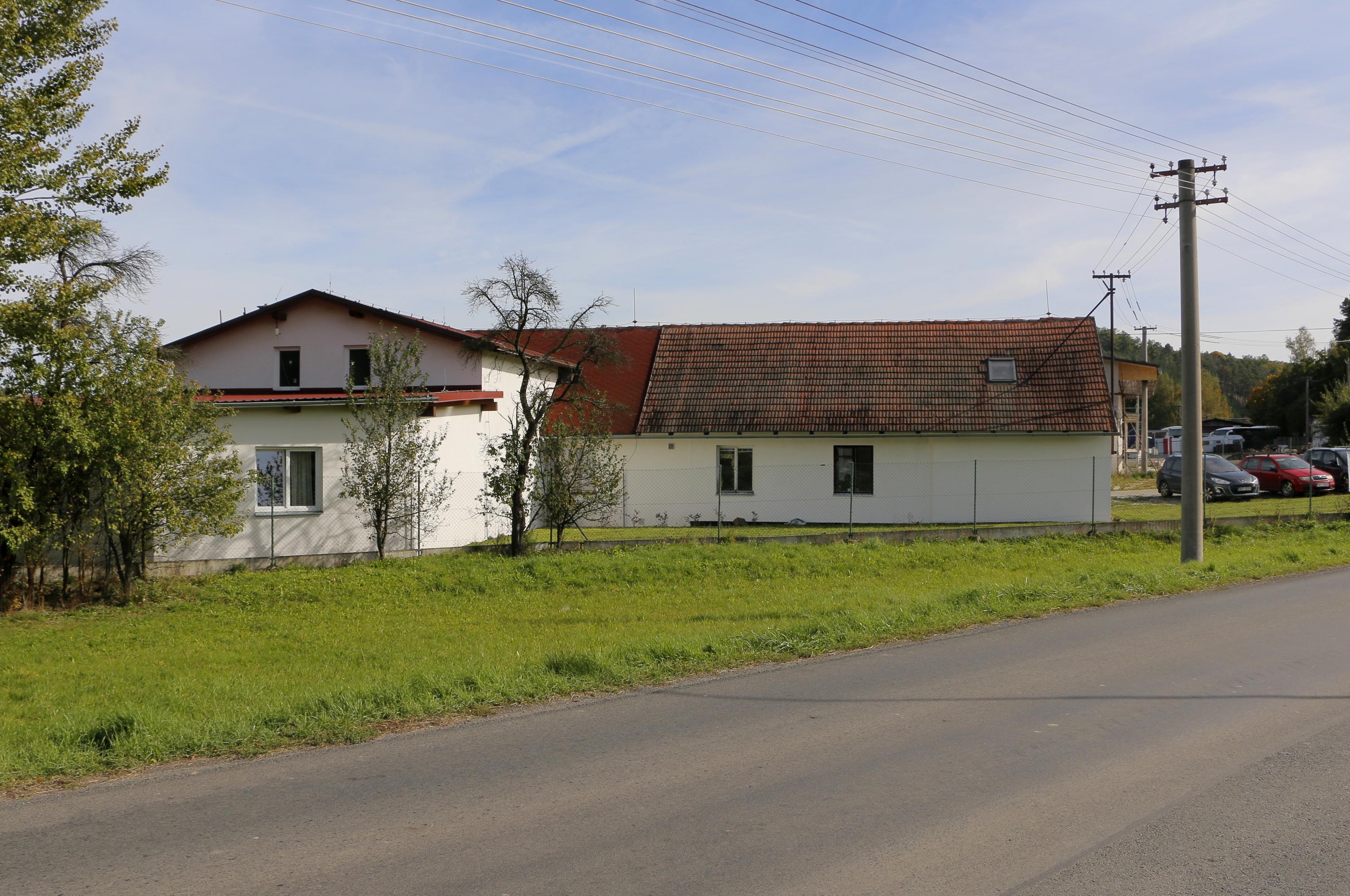
Dům čp. 70
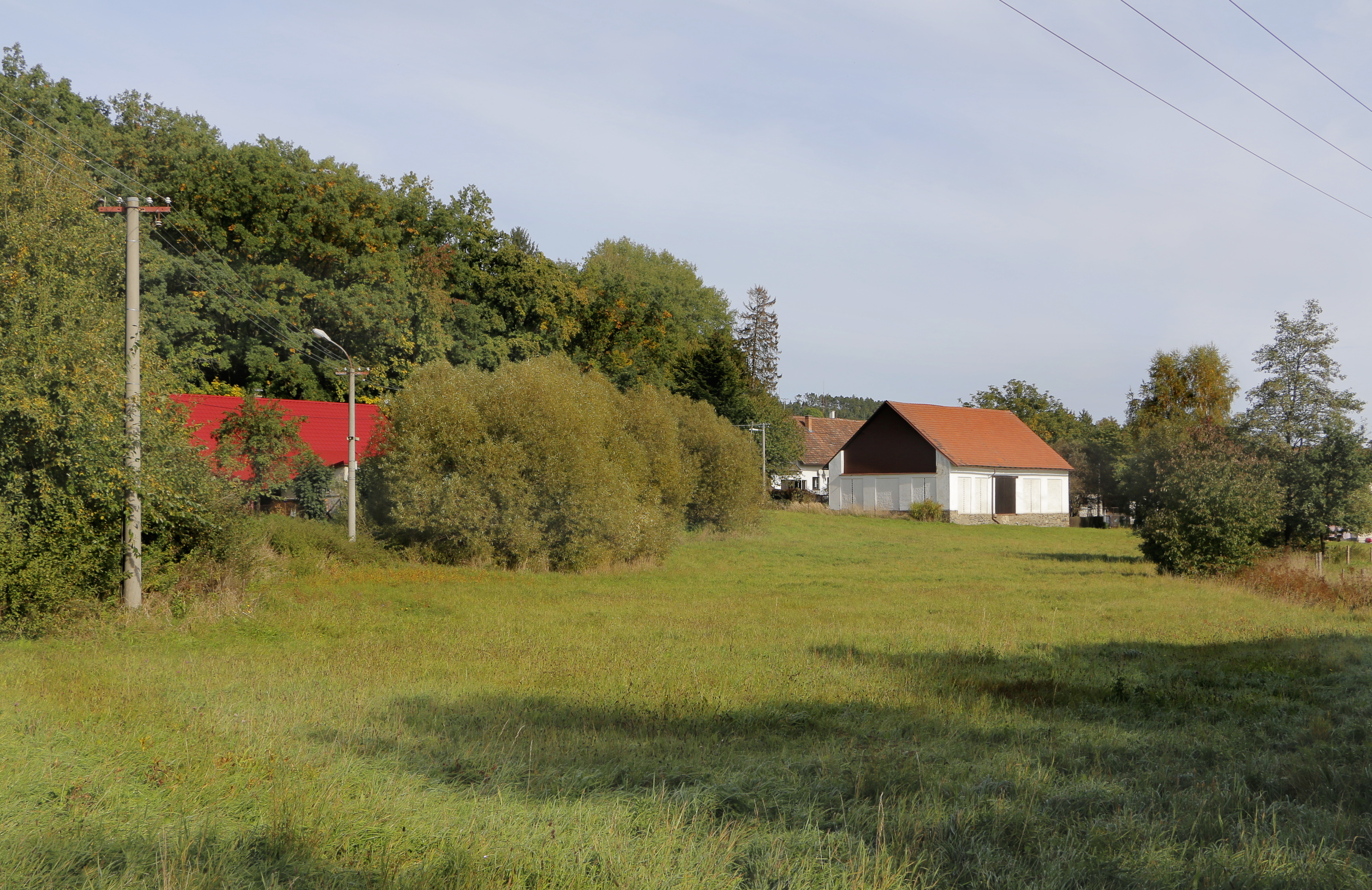
Severní část vesnice
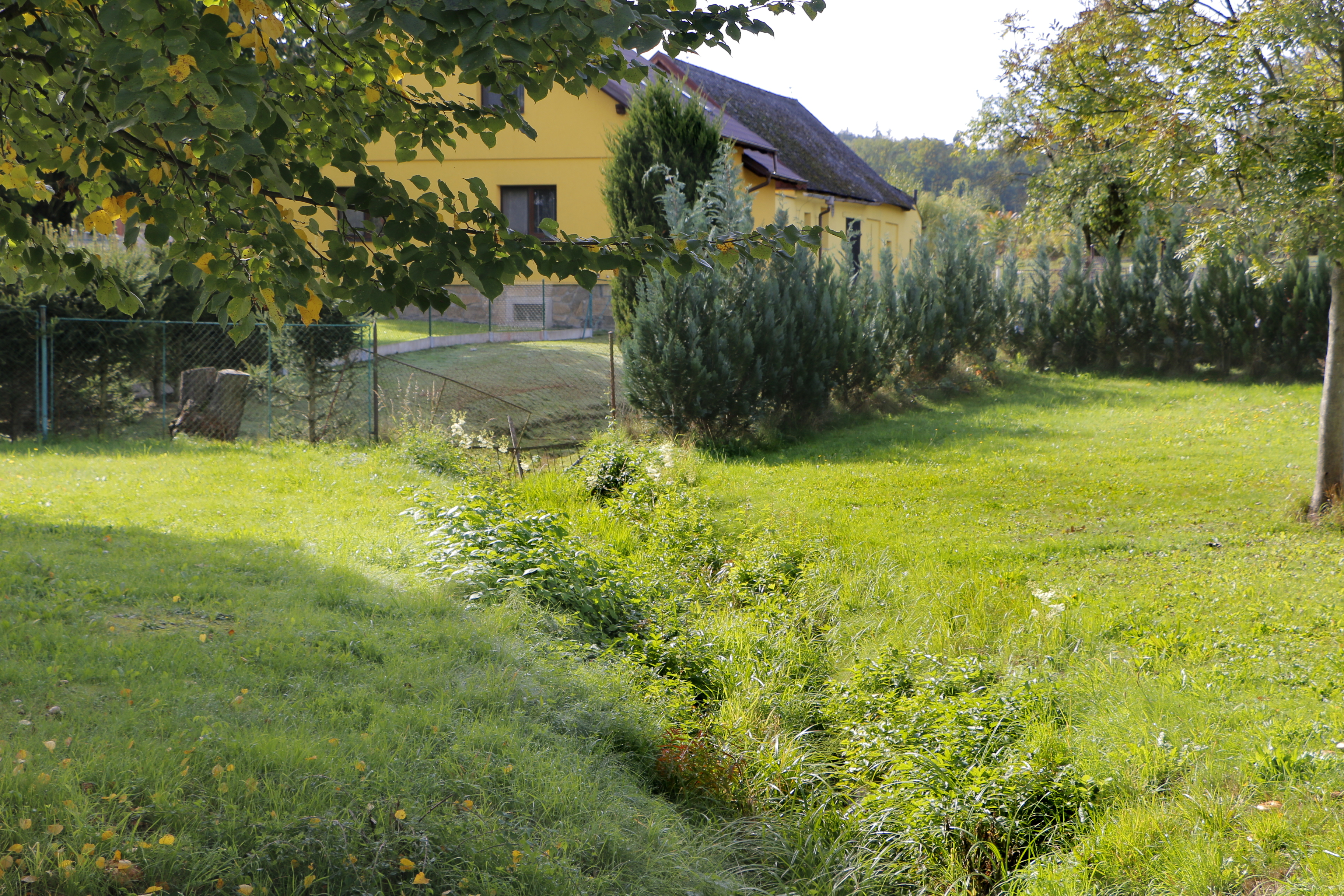
Tupadelský potok